# گیرنده گلیسین

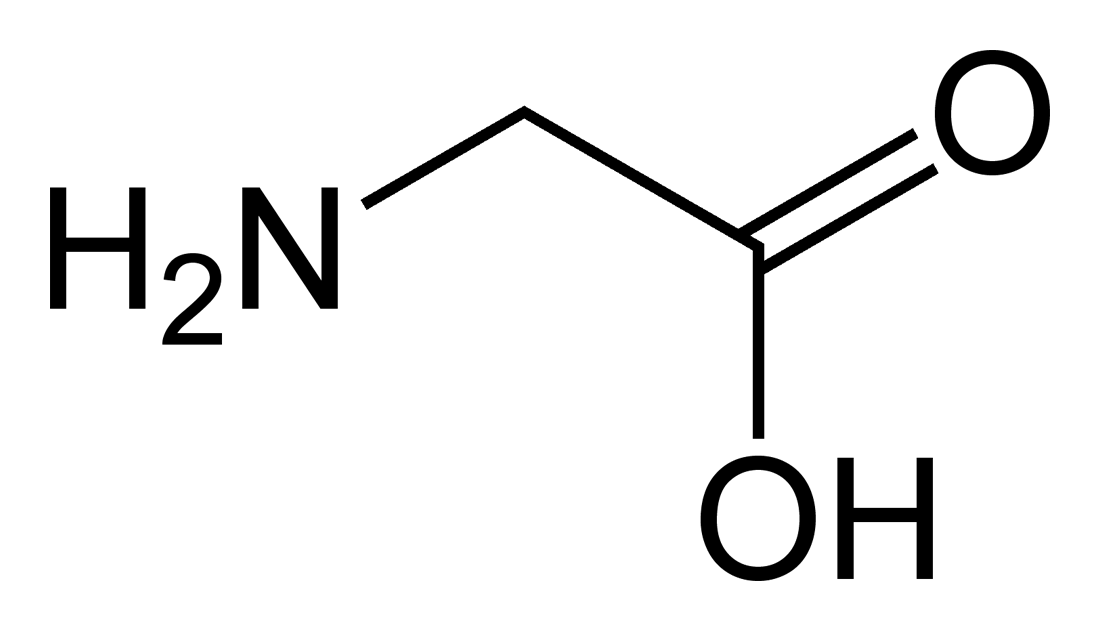
گلیسین

گیرنده گلیسین (GlyR) گیرنده مربوط به اسید آمینه ترارسان عصبی گلیسین است. این گیرنده یکی از متداول‌ترین گیرنده‌های بازدارنده در سیستم عصبی مرکزی است.